# 日本仏教三大霊山
日本仏教三大霊山（にほんぶっきょうさんだいれいざん）とは、日本の仏教信仰における霊山の三大として、比叡山、高野山、身延山を束ねた名数である。

## 概要
日本には古来から山岳信仰があり、その信仰を元に山にこもって厳しい修行をする「修験道」が生まれた。そのため、山には多くの寺院が建てられ、仏教では最高位の寺院を「総本山」と呼ぶようになった。山全体が信仰の聖地となっていることも多い。 その中でも、平安時代に最澄が開いた延暦寺が天台宗総本山となっている比叡山、空海（弘法大師）が開いた金剛峯寺が真言宗総本山となっている高野山、鎌倉時代に日蓮が開いた久遠寺が日蓮宗総本山となっている身延山を、「日本仏教三大霊山」とまとめて呼称するようになった。 この三山はいずれも、山全体が信仰の聖地となり「霊山」と呼ぶにふさわしく、総本山以外の寺院、宿泊施設（宿坊）、参道、修行環境などの整備が進み、参拝客の多さや僧侶の輩出などにおいて、圧倒的な規模を誇っている。

## 日本仏教三大霊山の一覧

### 比叡山
京都市と滋賀県大津市にまたがる天台宗の総本山「比叡山延暦寺」がある。788年に最澄が開いた。7年間かけて比叡山の峰々をぬうように巡って礼拝する「千日回峰行」などの修行が行われている（※1）。
門前町である坂本と比叡山延暦寺は、比叡山鉄道の坂本ケーブルで結ばれている。比叡山頂から延暦寺へは比叡山内シャトルバスが運行している。 学校法人延暦寺学園として、比叡山中学校、比叡山高等学校を比叡山内に開学している。

### 高野山
和歌山県北部、和歌山県伊都郡高野町に真言宗の総本山「高野山金剛峯寺」がある。816年に空海が開いた。山内には117ヶ寺が存在し、そのうち52ヶ寺は宿坊として、高野山を訪れる参詣者へ宿を提供している（※2）。
南海鉄道高野山線の終着駅極楽橋駅から、高野山の玄関口である高野山駅まではケーブルカーで結ばれている。また、高野山内は、南海りんかんバスによる路線バスが運行している。 学校法人高野山学園として、高野山高校、高野山大学を高野山内に開学している。

### 身延山
山梨県南巨摩郡身延町と早川町にまたがる日蓮宗の総本山「身延山久遠寺」がある。1281年に日蓮が開いた。
JR身延駅から門前町の身延山までは路線バスが運行している。また、新宿または甲府からは、高速バスも身延山まで運行。久遠寺の本堂から山頂まではロープウェイで結ばれている。 学校法人身延山学園として、身延山高校、身延山大学を身延山内に開学している。

## 日本三大霊山との違い
日本三大霊山として、比叡山、高野山、恐山の三山を指すことが多いが、このうち恐山には宗教法人の総本山が存在しない。そのため、日本仏教三大霊山を指す時は、恐山ではなく身延山が挙げられる。